# Liste des résolutions du Conseil de sécurité des Nations unies sur l'Angola
Cet article dresse une liste des résolutions du Conseil de sécurité des Nations unies concernant l'Angola.

## Angola
En forme longue la république d'Angola, en portugais República de Angola, en kikongo Repubilika ya Ngola.
- Résolution 163 : question relative à l'Angola (adoptée le 22 juin 1961).
- Résolution 290 : plainte de la Guinée (adoptée le 8 décembre 1970).
- Résolution 312 : question relative aux territoires administrés par le Portugal (adoptée le 4 février 1972).
- Résolution 322 : question concernant la situation des territoires sous administration portugaise (22 novembre 1972).
- Résolution 397 : admission de l'Angola aux Nations unies (adoptée le 22 novembre 1976 lors de la 1974e séance).
- Résolution 387 : Angola-Afrique du Sud (adoptée le 31 mars 1976).
- Résolution 428 : Angola-Afrique du Sud (adoptée le 3 mai 1978).
- Résolution 447 : Angola-Afrique du Sud (adoptée le 28 mars 1979).
- Résolution 454 : Angola-Afrique du Sud (adoptée le 2 novembre 1979).
- Résolution 475 : Angola-Afrique du Sud (adoptée le 27 juin 1980).
- Résolution 545 : Angola-Afrique du Sud (adoptée le 20 décembre 1983).)
- Résolution 546 : Angola-Afrique du Sud (adoptée le 6 janvier 1984).
- Résolution 567 : Angola-Afrique du Sud (adoptée le 20 juin 1985).
- Résolution 571 : Angola-Afrique du Sud (adoptée le 20 septembre 1985).
- Résolution 574 : Angola-Afrique du Sud (adoptée le 7 octobre 1985).
- Résolution 577 : Angola-Afrique du Sud (adoptée le 6 décembre 1985).
- Résolution 602 : Angola-Afrique du Sud (adoptée le 25 novembre 1987).
- Résolution 606 : Angola-Afrique du Sud (adoptée le 23 décembre 1987).
- Résolution 626 : Angola (adoptée le 20 décembre 1988).
- Résolution 628 : Angola (adoptée le 16 janvier 1989).
- Résolution 696 : Angola (adoptée le 30 mai 1991).
- Résolution 747 : Angola (adoptée le 24 mars 1992).
- Résolution 785 : Angola (adoptée le 30 octobre 1992).
- Résolution 793 : Angola (adoptée le 30 novembre 1992).
- Résolution 804 : Angola (adoptée le 29 janvier 1993).
- Résolution 811 : Angola (adoptée le 12 mars 1993).
- Résolution 823 : Angola (adoptée le 30 avril 1993).
- Résolution 834 : Angola (adoptée le 1er juin 1993).
- Résolution 851 : Angola (adoptée le 15 juillet 1993).
- Résolution 864 : Angola (adoptée le 15 septembre 1993).
- Résolution 890 : Angola (adoptée le 15 décembre 1993).
- Résolution 903 : extension du mandat et du renforcement de la mission II de vérification en Angola.
- Résolution 922 : situation en Angola (UNAVEM II).
- Résolution 932 : situation en Angola (prorogation UNAVEM II).
- Résolution 945 : situation en Angola (prorogation UNAVEM II)
- Résolution 952 : situation en Angola (prorogation UNAVEM II)
- Résolution 966 : situation en Angola (prorogation UNAVEM II).
- Résolution 976 : la situation en Angola (création de l'UNAVEM III).
- Résolution 1008 : la situation en Angola (prorogation de l'UNAVEM III jusqu’au 8 février 1996)
- Résolution 1045 : la situation en Angola
- Résolution 1055 : la prorogation du mandat d'UNAVEM III et la progression du processus de paix en Angola
- Résolution 1064 : la situation en Angola
- Résolution 1075 : la situation en Angola
- Résolution 1087 : la situation en Angola
- Résolution 1098 : situation en Angola
- Résolution 1102 : situation en Angola
- Résolution 1106 : situation en Angola
- Résolution 1118 : situation en Angola
- Résolution 1127 : situation en Angola
- Résolution 1130 : situation en Angola.
- Résolution 1135 : situation en Angola
- Résolution 1149 : la situation en Angola.
- Résolution 1164 : la situation en Angola.
- Résolution 1173 : la situation en Angola.
- Résolution 1176 : la situation en Angola.
- Résolution 1180 : la situation en Angola.
- Résolution 1190 : la situation en Angola.
- Résolution 1195 : la situation en Angola.
- Résolution 1202 : la situation en Angola.
- Résolution 1213 : la situation en Angola.
- Résolution 1219 : la situation en Angola.
- Résolution 1221 : la situation en Angola
- Résolution 1229 : la situation en Angola.
- Résolution 1237 : la situation en Angola.
- Résolution 1268 : la situation en Angola.
- Résolution 1294 : situation en Angola.
- Résolution 1295 : situation en Angola.
- Résolution 1336 : la situation en Angola.
- Résolution 1348 : la situation en Angola.
- Résolution 1374 : la situation en Angola.
- Résolution 1404 : la situation en Angola.
- Résolution 1412 : la situation en Angola.
- Résolution 1432 : la situation en Angola.
- Résolution 1433 : la situation en Angola.
- Résolution 1439 : la situation en Angola.
- Résolution 1448 : la situation en Angola.